# CDX1
CDX1‏ (Caudal type homeobox 1) هوَ بروتين يُشَفر بواسطة جين CDX1 في الإنسان.